# 八木新宮特急バス

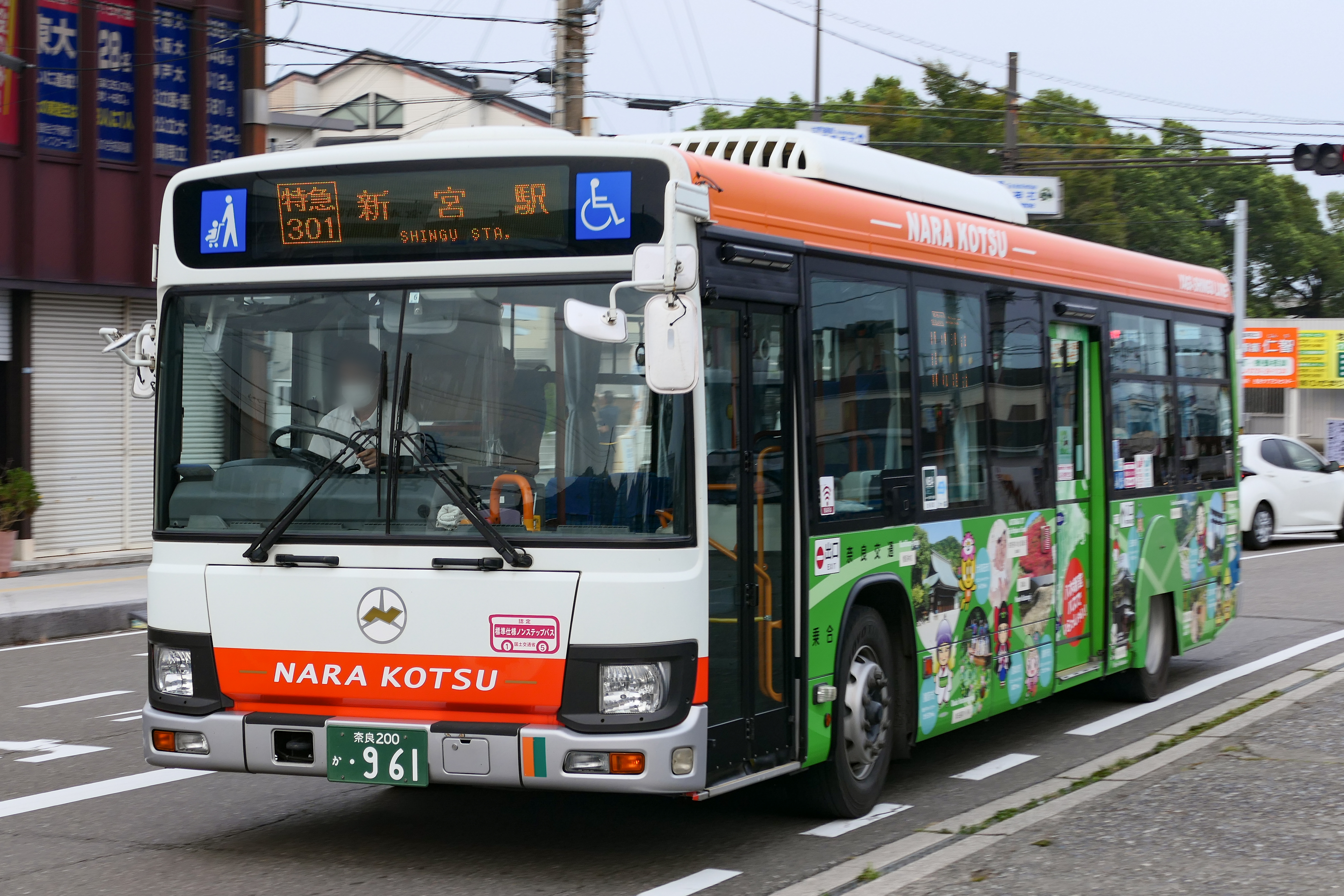
八木新宮特急バス（新宮駅前）

八木新宮特急バス（やぎしんぐうとっきゅうバス）は、奈良交通が、大和八木駅前（奈良県橿原市）と新宮駅前（和歌山県新宮市）を結ぶ八木新宮線で1日3往復運行されるバスである。葛城営業所が担当している。
高速道路を使わない路線バスとしては日本最長の169.8キロメートル（km）を走り、バス停留所は168ある（平日の数値。土曜・休日は停留所166カ所、166.8キロメートルに短縮される）。

## 概要
大和八木駅を起点に、国道168号を経由して紀伊山地を南下し、山間部の県境を越えて和歌山県に入り、新宮駅に至る路線である。8つの市と村を経由する（奈良県内では橿原市、大和高田市、葛城市、御所市、五條市、吉野郡十津川村。和歌山県内では田辺市と新宮市）。
路線の全長は169.8km、停留所の数は168を数え、全線の所要時間は約6時間半（往復約13時間）。長距離を運行するため、五條バスセンター、上野地（谷瀬吊り橋）、十津川温泉（十津川営業所）の3か所で10分から20分程度の休憩（トイレ休憩ができるのはこの3か所のみ）を行うものの、乗務員の交代は行われず、全区間1人乗務である。
途中下車のできる企画券もある。
大和八木と新宮の直通便は、1989年以前は大和上市駅・国道169号・熊野市駅・国道42号経由の熊野線（奈良交通葛城営業所を参照）もあった。また、国道は各所で改良工事（バイパス道路の建設）が進んでいるが、バスは集落のある旧道を経由する場合が多い。
かつては一部の停留所を通過する特急運転を全線で行っていたが、2002年10月1日の改正で五條バスセンター - 新宮駅間に縮小し、2014年時点では大久保口 - 十津川温泉間においてわずか数か所のバス停を通過するだけとなっている。ただし、請川 - 新宮駅間では並行する熊野御坊南海バスの一般路線よりも停車するバス停がかなり少なく、特に旧熊野川町市街地の神丸 - 新宮高校間は途中無停車となるため、実質的には「特急」である。なお、「特急」と「各停」（全停留所停車）の間の種別として「急行」が設定されていた時代もあった。
運賃表示器は、乗車整理券番号が1番から111番までと極めて多いため、表示器本体に整理券番号を表記するデジタル表示式運賃表示器を使用せず、2000年代に入っても古い幕式のものを使用していたが、2008年9月よりレシップ社製LCD式運賃表示器に取り換えられている。表示器の右半分に「止まります」「発車します」などの表示のほかに、観光地などの案内なども表示される。最終的には、左半分の運賃表示部分は4ページにわたって表示されるが、乗客の降車時に整理券番号を運転士がボタン入力すると、即座に該当運賃がLCD画面に表示される仕組みになっている（1ページで30件分の表示しかできないため）。
地元住民の生活路線であると同時に観光路線でもあり、外国人も利用する。天辻峠、猿谷ダム、十津川温泉、湯の峰温泉、新宮高校付近などでは、音声合成による観光案内が流される。放送の無い箇所でも、運転手の裁量で案内を受けられる場合がある。沿線にある世界遺産「紀伊山地の霊場と参詣道」の登録資産（小辺路・熊野本宮大社・神倉神社・熊野速玉大社など）へ行けるほか、大塔温泉（五條市）、湯泉地温泉・十津川温泉（十津川村）、湯の峰温泉・川湯温泉・渡瀬温泉（田辺市）といった多数の温泉地を経由する。

## 歴史
国道168号十津川街道の進展に合わせ、1963年3月1日に奈良大仏前（奈良市） - 新宮駅間が開業した。「大仏新宮線」と名付けられたこの路線の運行距離は187.2 kmで、運転開始当初は新宮市行きは「はやたま」、奈良市行きは「やまとじ」の愛称が付けられていた。1979年8月の時刻表では、奈良から新宮への直通便は3往復あり、うち2往復は奈良大仏前発の奈良交通担当で、残りの1往復は橋本駅発の熊野交通（現・熊野御坊南海バス、以下同じ）が担当した。
その後1983年に奈良大仏前から大和八木駅発着に変更され、八木新宮線に名称を改めた。橋本駅発着便も大和八木駅発着に変更され、また熊野交通は同路線から撤退し、奈良交通の単独運行となった。
2009年4月1日のダイヤ改正で一部区間で新道経由に経路変更され、一部停留所が廃止になった。2010年4月1日の改正でホテル昴経由の路線が開設されたが、新宮駅発大和八木駅行きの1便は経由しない。同区間を走行する奈良交通の路線バスは、[1] [3] [10] [12] [161] [広域通院ライン]の各系統（区間便）が存在しているが、いずれも本数は少ない。
2014年6月6日の『読売新聞』にて、2011年の平成23年台風第12号（紀伊半島豪雨）後の乗客減少の影響により存続の危機と報じられたが、6月9日に奈良交通は沿線自治体から新たな補助金を受け維持することを決めた。
2017年10月1日より外国人観光客の誤乗防止を目的に系統番号が付与され、新宮駅方向が特急301系統、大和八木駅方向が特急302系統となった。
2022年10月1日より、土曜・日曜・祝日ダイヤのうちの1往復に「やまかぜ」という愛称が付いた。「やまかぜ」は［五条駅 - ホテル昴］間の停留所のうち77カ所は通過し、高規格バイパス道（五條新宮道路）を利用するなど一部経路を変更したもので、所要時間が約35分短縮される。
2023年に奈良交通創立80年および大仏新宮線として運行を開始してから60年を迎えることを記念して、奈良交通は7月8日・9日と8月26日・27日の4日間限定で大仏新宮線を復刻すると発表した。7月8日と8月26日は東大寺大仏殿・国立博物館発新宮駅行き、7月9日と8月27日は新宮駅発東大寺大仏殿・国立博物館行きを運行。総所要時間は8時間6分を見込み、事前予約制とした。

## 主な停留所
奈良交通公式サイトの時刻表による（※＝「やまかぜ」は停車せず）。
大和八木駅 - 高田市駅 - 五條バスセンター - 五条駅 - 城戸※ - 星のくに - 大塔支所 - 上野地（谷瀬の吊り橋） - 風屋※ - 十津川村役場 - 折立※ -  十津川温泉 - ホテル昴 - 本宮大社前 - 湯の峰温泉 - 川湯温泉 - 新宮駅

## 車両

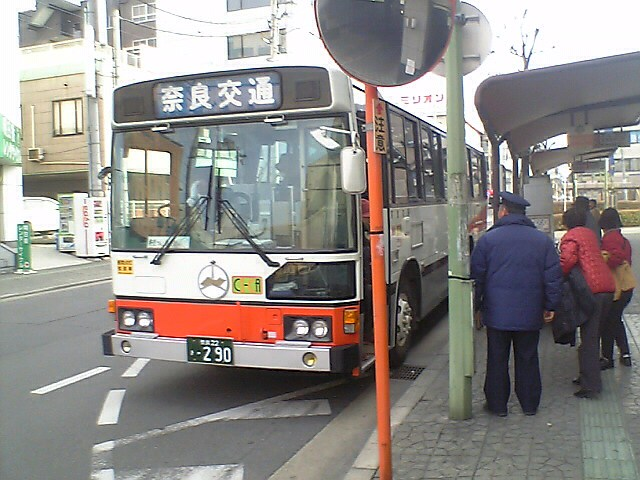
旧型車

日野・ブルーリボン（型式：QDG-KV290N1）のノンステップバスが使用されている。国土交通省と奈良県庁、和歌山県庁の補助によって2015年11月に導入し、車体には沿線市町村のキャラクターや観光地がラッピングされている。また、同型・同仕様のいすゞ・エルガ（型式：QDG-LV290N1）も2016年に導入されている。いずれも当路線専用車として、2人掛け主体のハイバックシートを採用し、ラッピング部分以外の車体塗装も先代車両に準じ、アイボリーにオレンジとしている。また、冬から春にかけての多客時に限り、主に大台ケ原線で使用されているツーステップ車（日野ブルーリボンII、前扉のみ、型式・QDG-KV234L3 2015年式）が使用されることもある。
1992年から使用されていた旧型車は2017年に運行を終了した。日野自動車のブルーリボン高出力車（型式：U-HU3KLAA）で、塗装は、貸切車に類似した白地に朱色と灰色のラインが入ったもので、他の一般路線車の塗装と異なっていた。山道のきついカーブでも曲がりやすく、運転をしやすくすると同時に、乗客の乗り心地を良くするため、全長が10.3m、ホイールベースが4.8mの大型短尺車であった。奈良交通が路線バスに多く使っている3扉の大型長尺車と比べると、全長もホイールベースも0.9m短い。また、扉は最前部の一つだけで、短い車体でできるだけ多くの座席を確保している。車内前部には2面の液晶モニターがあり、次の停留所や料金とともに、沿線の見どころなどが映し出された。過去の車両ではイヤホンでラジオを聞けるサービスがあった。